# Dolenja Pirošica
Dolenja Pirošica je naselje v Občini Brežice.

## Prebivalstvo
Etnična sestava 1991:
- Slovenci: 70 (78,7 %)
- Hrvati: 5 (5,6 %)
- Neznano: 14 (15,7 %)